# Linum (Fehrbellin)
Linum è una frazione del comune tedesco di Fehrbellin, nel Land del Brandeburgo.